# مرلي فلاورز
مرلي فلاورز هو سياسي أمريكي، ولد في 20 أكتوبر 1968 في كامدن في الولايات المتحدة. نشط حزبياً في الحزب الجمهوري. وقد انتخب عضو مجلس ولاية مسيسيبي ‏.